# 17.º distrito local de Baja California
El 17.º distrito electoral local de Baja California es uno de los 17 distritos electorales en los que se encuentra dividido el territorio del estado de Baja California. Actualmente, su cabecera es Ensenada.
Desde el proceso de redistritación de 2015, y después de las elecciones de 2019, el distrito abarcará la zona sur del municipio de Ensenada hasta el límite con Baja California Sur. El municipio de San Quintín también forma parte de la distritación, pese a que en los mapas oficial del IEEBC aún no han sido actualizados.

## Distritaciones anteriores

### Distritación 2013
En 2013 se crea el 17.º distrito local para las elecciones de ese año. El distrito correspondía totalmente al municipio de Playas de Rosarito.

## Diputados electos
| Cabecera Distrital | Legislatura | Diputado                        | Partido |
| ------------------ | ----------- | ------------------------------- | ------- |
| Rosarito           | XXI         | Felipe Mayoral                  |         |
| Rosarito           | XXII        | Ignacio García Dworak           |         |
| Maneadero          | XXIII       | Miriam Elizabeth Cano Núñez     |         |
| Maneadero          | XXIV        | Dunnia Montserrat Murillo López |         |
| Maneadero          | XXV         | Dunnia Montserrat Murillo López |         |